# Olga Gere
Olga Gere (Yugoslavia, 27 de septiembre de 1942) fue una atleta yugoslava especializada en la prueba de salto de altura, en la que consiguió ser subcampeona europea en 1962.

## Carrera deportiva
En el Campeonato Europeo de Atletismo de 1962 ganó la medalla de plata en el salto de altura, con un salto por encima de 1.76 metros, siendo superada por la rumana Iolanda Balaş (oro con 1.83 m que fue récord de los campeonatos) y por delante de la británica Linda Knowles (bronce con 1.73 metros).